# カプリ
カプリ（イタリア語: Capri）は、イタリア共和国カンパニア州ナポリ県にある、人口約7200人の基礎自治体（コムーネ）。
ナポリ湾にある観光地として知られる島カプリ島にあるコムーネの一つである。

## 地理
カプリ島の東部を占めるコムーネで、西にアナカプリと隣接する。県都ナポリから南へ34kmの距離にある。

## ギャラリー

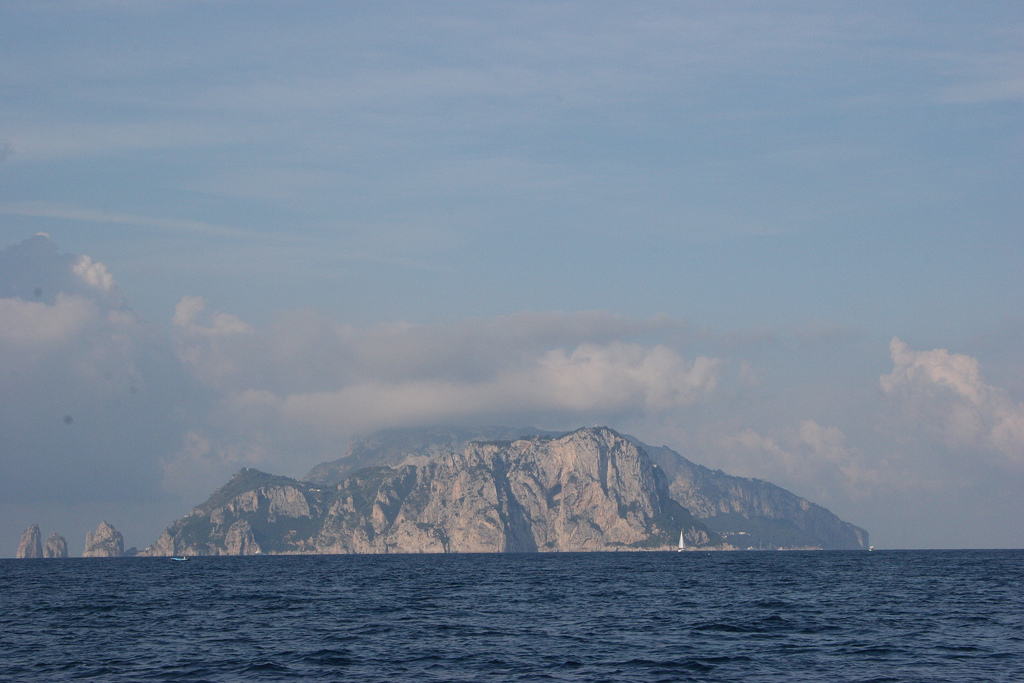
カプリ遠景
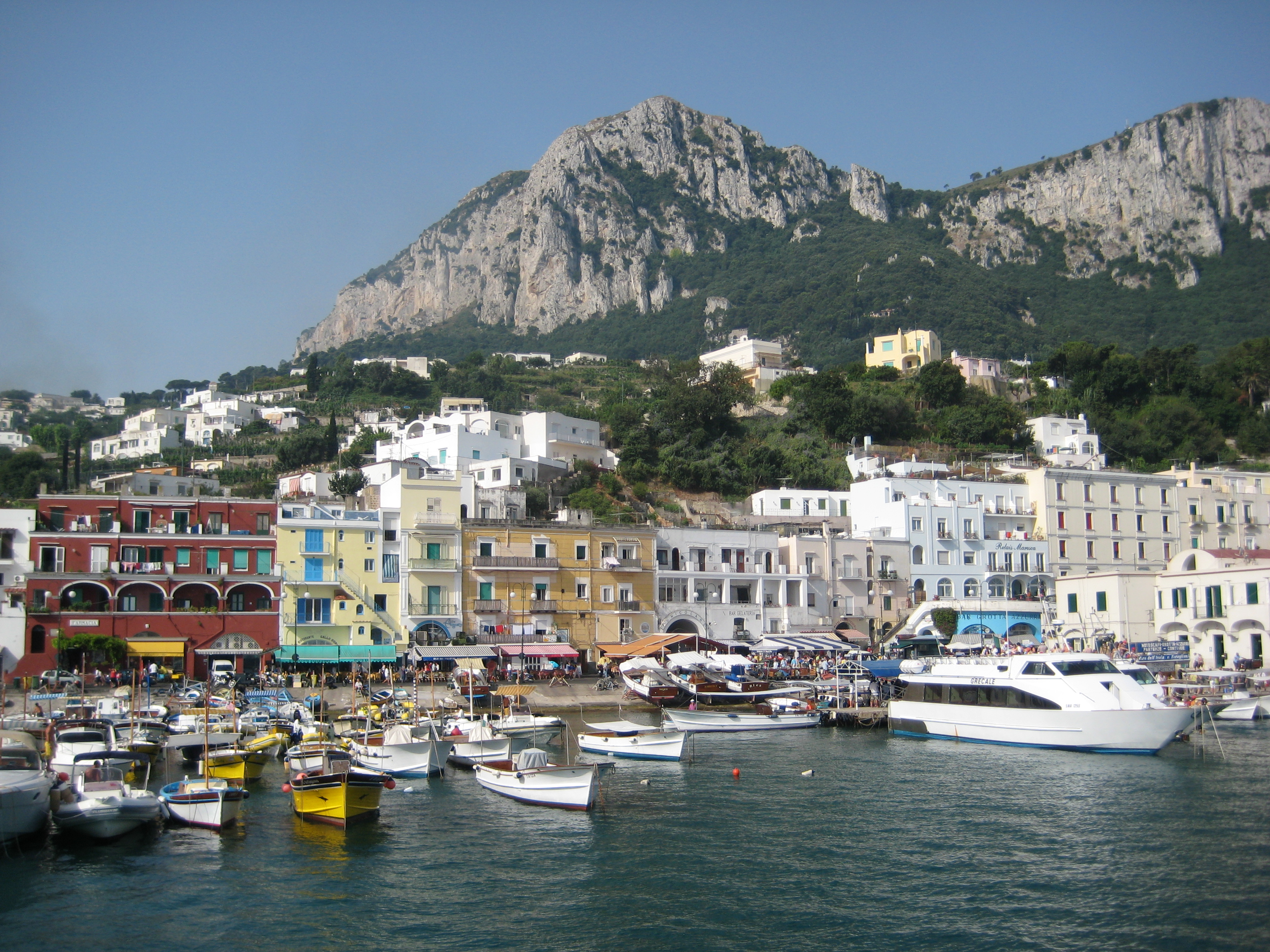
港（マリーナ・グランデ）とウォーターフロント
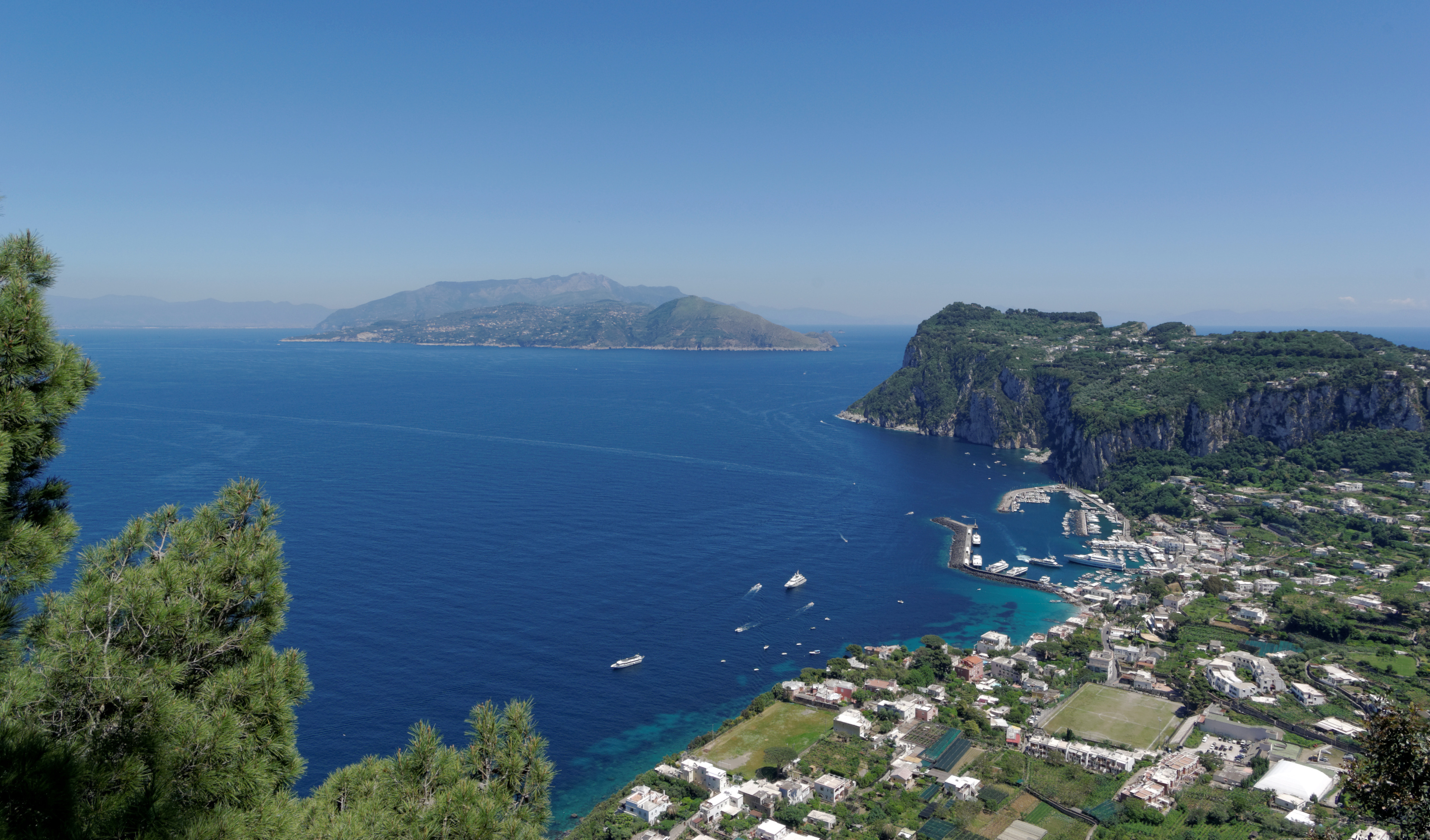
マリーナ・グランデ
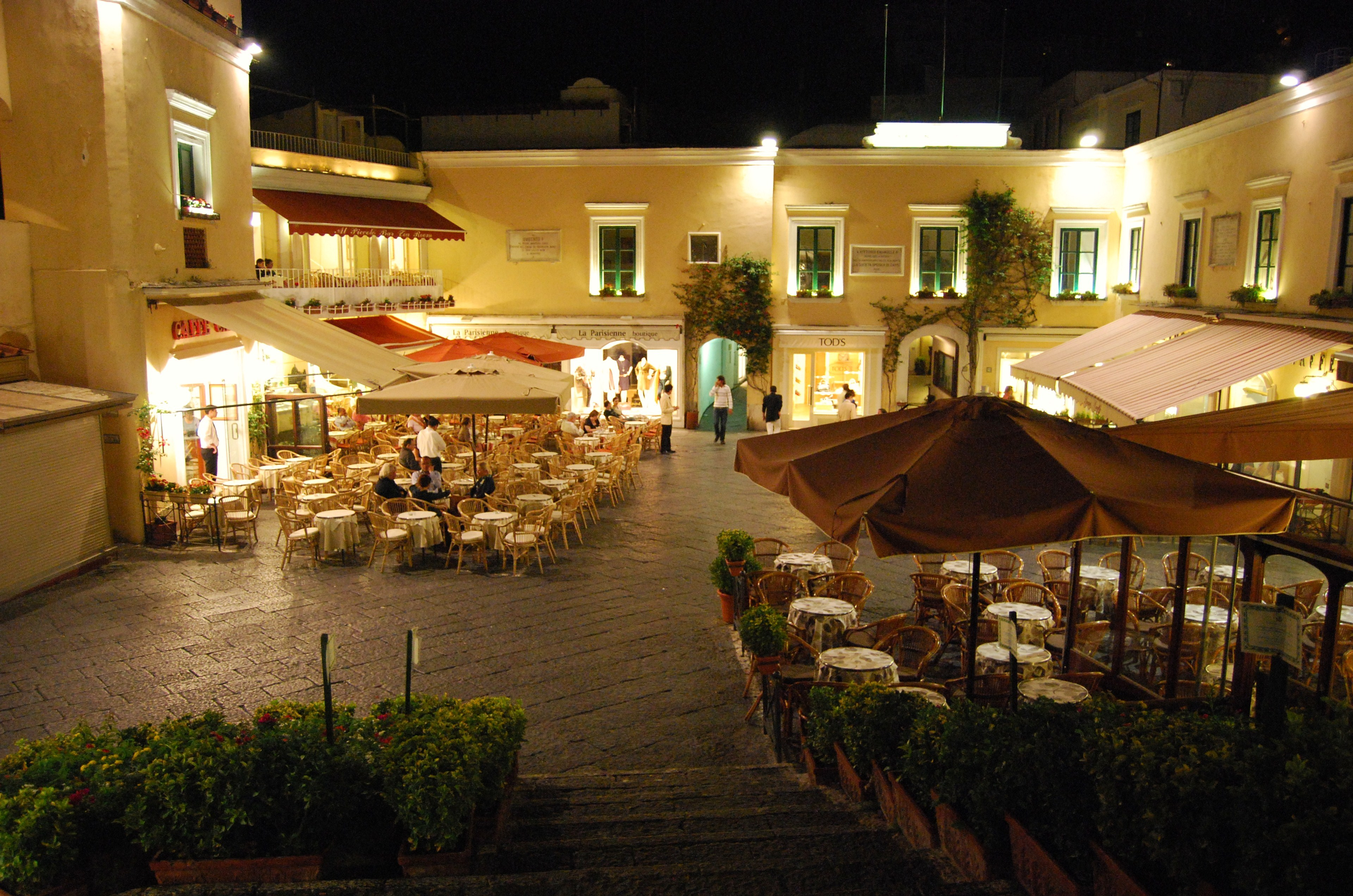
ピアツェッタ
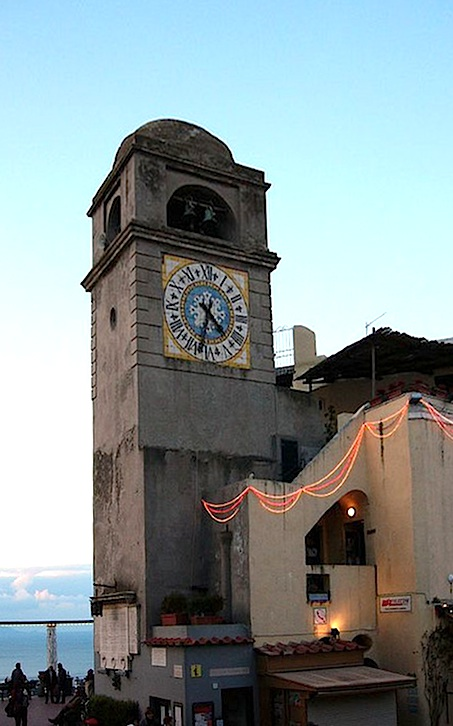
ピアツェッタの時計塔
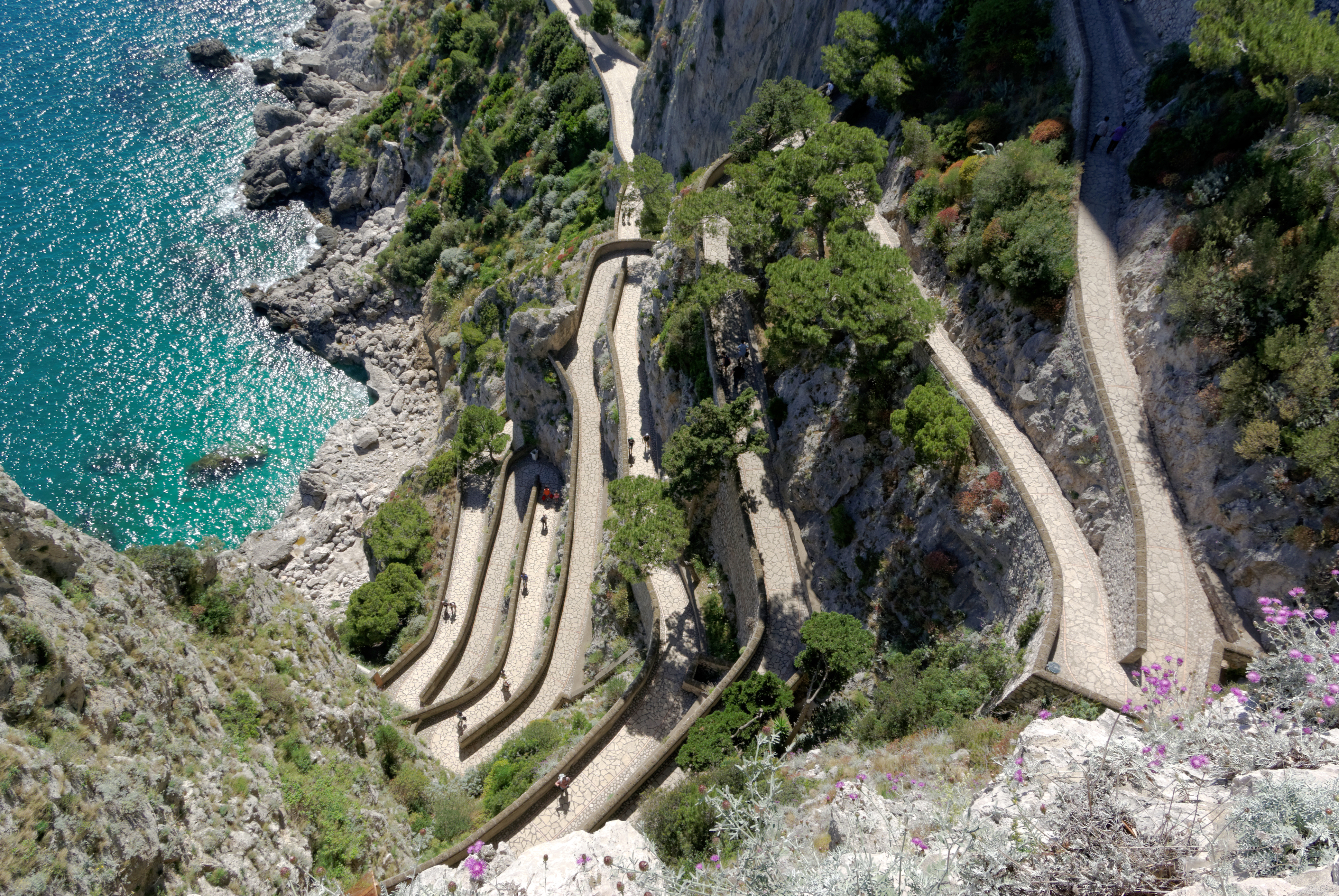
Via Krupp